# Low velocity zone

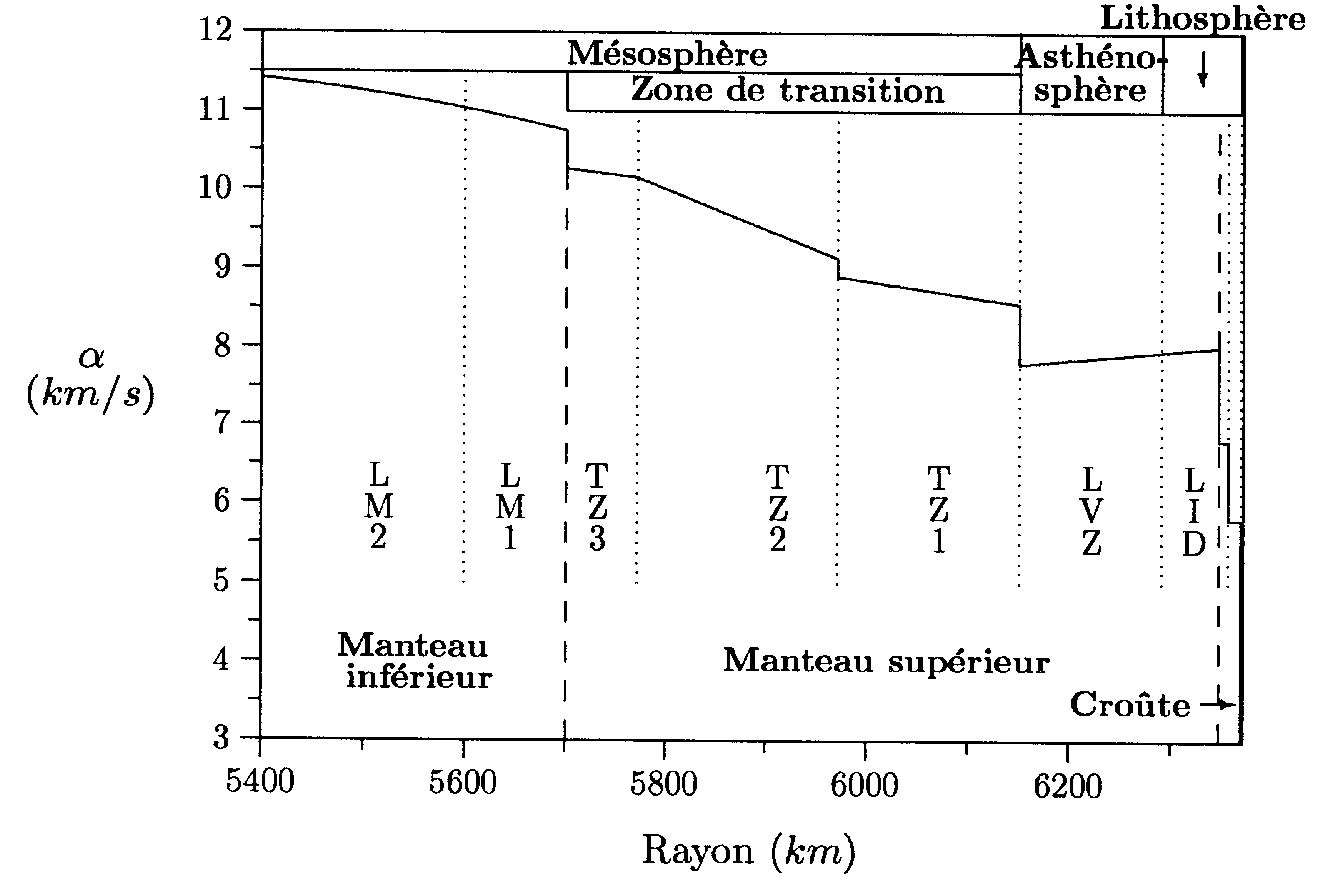
LVZ dans le cadre du modèle PREM.

La low velocity zone (LVZ) ou, en français, la zone de moindre vitesse, est la zone du manteau supérieur terrestre au travers de laquelle les ondes sismiques se propagent à faible vitesse. Elle forme la partie supérieure de l'asthénosphère, limite avec la lithosphère sus-jacente.
L'asthénosphère est située à une profondeur comprise entre 100 et 200 kilomètres, 100 km est la valeur théorique mais l'épaisseur est variable en fonction de l'épaisseur de la croûte terrestre (appartenant à la lithosphère) qui entraîne des variations de cette profondeur (la croute océanique est d'une épaisseur moyenne de 7km et la croute continentale d'une épaisseur moyenne de 30 km). La LVZ se situe habituellement vers 60−80 km de profondeur sous les domaines océaniques.
Le ralentissement des ondes sismiques est interprété comme étant dû à des conditions de température et de pression voisines de celles nécessaires à la fusion partielle des péridotites du manteau  ce qui expliquerait un comportement ductile à l'origine du découplage mécanique de la lithosphère et donc permettant les mouvements des plaques tectoniques.
Par définition, l'isotherme à 1 300 °C correspond à la limite choisie entre la lithosphère et l'asthénosphère.